# Hangenbieten
Hangenbieten is een gemeente in het Franse departement Bas-Rhin (regio Grand Est). Het hoofdkantoor van Lohr Industrie is hier gevestigd. De plaats maakt deel uit van het kanton Lingolsheim in het arrondissement Strasbourg. Tot 1 januari 2015 was het deel van het kanton Mundolsheim in het arrondissement Strasbourg-Campagne, die op die dag werden opgeheven. Hangenbieten telde op 1 januari 2022 1.788 inwoners.

## Geografie
De oppervlakte van Hangenbieten bedroeg op 1 januari 2022 4,11 vierkante kilometer; de bevolkingsdichtheid was toen 435 inwoners per km².

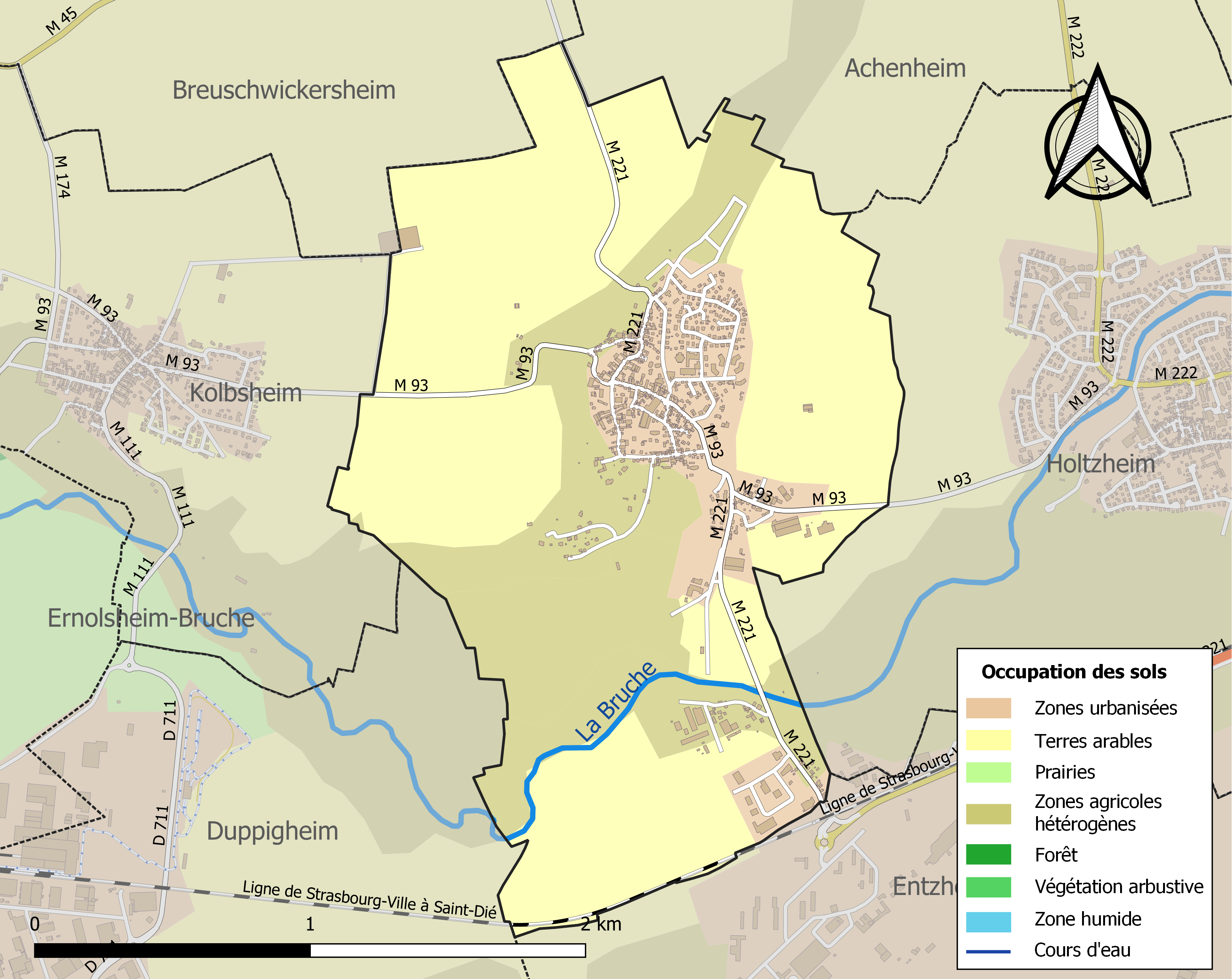
Kaart van de gemeente met de belangrijkste infrastructuur, bodemgebruik en omliggende gemeenten

## Demografie
Onderstaande figuur toont het verloop van het inwonertal (bron: INSEE-tellingen).